# 新井宿出入口
新井宿出入口（あらいじゅくでいりぐち）は埼玉県川口市新井宿にある、首都高速道路川口線の出入口である。江北JCT方面の出入口のみ設置されているハーフインターチェンジである。
東京方面は入口、東北自動車道/東京外環自動車道方面は出口がある。料金所は、東北自動車道・東京外環自動車道からの流入車と同じ川口本線料金所で集約される。なお、川口PAは東京方面のみ利用可能で、川口料金所通過後すぐ左側に整備されている。川口JCT方面はここで流出しないと、別料金が必要となる。

## 道路
- 首都高速道路川口線（S11番）

## 連絡している道路
- 埼玉県道239号足立川口線
- 国道122号（埼玉県道239号足立川口線を経由）
- 国道298号（埼玉県道239号足立川口線を経由）

## 周辺
- 埼玉高速鉄道線新井宿駅
- 川口市立医療センター

## 隣
首都高速川口線
(S09)安行出入口 - 川口PA - 川口TB - (S11)新井宿出入口 - 川口JCT